# Ken Wallace
Kenneth Maxwell (Ken) Wallace (Gosford, 26 juli 1983) is een Australisch kanovaarder.
Wallace won tijdens de Olympische Zomerspelen 2008 de gouden medaille op de K-1 500 meter en in 2016 de bronzen medaille op de K-2 1000 meter.

## Belangrijkste resultaten

### Olympische Zomerspelen
| Editie | Plaats         | Resultaten             |
| ------ | -------------- | ---------------------- |
| 2008   | Peking         | K-1 500m K-1 1000m     |
| 2012   | Londen         | 4e K-1 1000m           |
| 2016   | Rio de Janeiro | K-2 1000m 4e K-4 1000m |

### Wereldkampioenschappen vlakwater
| Jaar | Plaats    | Resultaten                              |
| ---- | --------- | --------------------------------------- |
| 2009 | Dartmouth | K-1 500 m                               |
| 2010 | Poznań    | K-1 5000 m                              |
| 2013 | Poznań    | K-1 5000 m · K-1 1000 m                 |
| 2014 | Moskou    | K-1 5000 m · K-2 1000 m                 |
| 2015 | Milaan    | K-1 5000 m · K-2 500 meter · K-2 1000 m |
| 2017 | Racice    | K-4 1000 meter                          |

1976: Vasile Dîba ·
1980: Vladimir Parfenovitsj ·
1984: Ian Ferguson ·
1988: Zsolt Gyulay ·
1992: Mikko Kolehmainen ·
1996: Antonio Rossi ·
2000: Knut Holmann ·
2004: Adam van Koeverden ·
2008: Ken Wallace